# Łódź Warszawska
Łódź Warszawska – przystanek osobowy położony w Łodzi, na osiedlu Julianów-Marysin-Rogi, w rejonie ul. Warszawskiej, na linii kolejowej nr 16, pomiędzy przystankami Łódź Arturówek i Łódź Marysin. PKP Polskie Linie Kolejowe podpisały 27 grudnia 2018 r. umowę na opracowanie projektu i wykonanie robót budowlanych.

## Ruch pasażerski
| Rok  | Wymiana pasażerska na dobę |
| ---- | -------------------------- |
| 2017 | –                          |
| 2022 | 150-199                    |

Przystanek uruchomiono 13 czerwca 2021 roku. Peron poprowadzony jest wzdłuż ul. Perliczej po stronie Lasu Łagiewnickiego. Wejście na stację możliwe jest windą lub schodami ulokowanymi po północno-zachodniej stronie skrzyżowania ulic Warszawskiej ze Skrzydlatą oraz Tęczową. Bezpośrednio przy tym skrzyżowaniu przystanek swój mają autobusy linii 60D relacji CH Tulipan – Marysin Tęczowa oraz pełniące funkcję zastępczą za zlikwidowaną trasę tramwajową autobusy linii Z3 relacji Marysin Warszawska – rondo Powstańców 1863 r. Przy wejściu znajduje się zadaszony parking rowerowy.